# Sarah Goodridge
Sarah Goodridge (5. februar 1788 – 28. december 1853; også kaldet Sarah Goodrich) var en amerikansk maler, der specialiserede sig i miniatureportrætter. Hun var storesøster til Elizabeth Goodridge, som også malede miniatureportrætter.